# ホテル木町
ホテル木町（ホテルきまち）は、かつて宮城県仙台市で営業していたホテル、分譲マンション。ホテル事業者の経営破綻などを経て、建物が事実上管理されない状態が長く続き、青葉区木町通二丁目という市街地中心部の一角にありながら廃墟となっていた。その後は不法居住者が無許可で水道管を敷設し、違法な風俗店や反社会的勢力が拠点とするなど犯罪の温床となっていた。その後、管理組合が結成され、2020年に建て替えのための解体が決まった。2021年6月に解体作業が始まり、12月頃には完了する見込み。2022年6月現在は更地となっている。

## 経緯
ホテル木町は、ビジネスホテルとして1977年4月に開業したが、当初から宿泊用の部屋は1階から3階までだけであり、4階から7階の部屋は分譲マンションとして販売されていた。
1997年3月には、ホテルのフロント係の従業員が、1階フロントで殺害される殺人事件が発生した。
ホテルの運営に当たっていた千葉観光は、複数のホテルを運営していたが、1999年1月に経営破綻し、ホテル木町も1月いっぱいで営業を停止した。2002年には、当初宿泊用の客室だった部屋も競売にかけられて所有権が細分化された。
2004年には、ホテル木町を改装して老人ホームにすると謳い、出資を募っていたコンサルタント関係者が逮捕される出来事もあった。
2018年7月、一部の区分所有者が呼びかけ、ようやく管理組合が結成された。
2019年秋には、区分所有者の5分の4以上の賛同を得て、建て替えを前提に解体することを管理組合が決議した。同年12月の報道では、区分所有者は、宮城県内外に百人以上いるとされ、中には反社会勢力や実態のない会社の名義での登記もあるとされた。
2020年5月、建物の解体の見通しがついたことが報じられた。
2021年6月、建物の解体がついに始まった。同年7月の報道では、当時の管理組合理事長の片倉英則以下、現役を引退した4人の自称「地上げ屋」が同意取り付けにあたり、一部区分については片倉理事長らが買い取ったといい、同意取り付けについて、片倉理事長は「地域のためにもなるし、自分たちならできると思った」と振り返っている。